# Houston Oilers 1969
La stagione 1969 degli Houston Oilers è stata la decima e ultima della franchigia nell'American Football League prima della fusione dell'anno successivo con la National Football League. La squadra tornò ai playoff dopo l'assenza dell'anno precedente, venendo subito eliminata dagli Oakland Raiders.

## Calendario
| Stagione regolare |                       |           |
| Turno             | Avversario            | Risultato |
| 1                 | at Oakland Raiders    | S 21–17   |
| 2                 | at Buffalo Bills      | V 17–3    |
| 3                 | Miami Dolphins        | V 22–10   |
| 4                 | Buffalo Bills         | V 28–14   |
| 5                 | at Kansas City Chiefs | S 24–0    |
| 6                 | at New York Jets      | S 26–17   |
| 7                 | Denver Broncos        | V 24–21   |
| 8                 | at Boston Patriots    | S 24–0    |
| 9                 | Cincinnati Bengals    | P 31–31   |
| 10                | at Denver Broncos     | P 20–20   |
| 11                | at Miami Dolphins     | V 32–7    |
| 12                | San Diego Chargers    | S 21–17   |
| 13                | New York Jets         | S 34–26   |
| 14                | Boston Patriots       | V 27–23   |

## Classifiche
| AFL Eastern Division | AFL Eastern Division | AFL Eastern Division | AFL Eastern Division | AFL Eastern Division | AFL Eastern Division | AFL Eastern Division | AFL Eastern Division | AFL Eastern Division | AFL Eastern Division |
|                      | V                    | S                    | P                    | %                    | DIV                  | PF                   | PS                   | Str.                 |                      |
| -------------------- | -------------------- | -------------------- | -------------------- | -------------------- | -------------------- | -------------------- | -------------------- | -------------------- | -------------------- |
| New York Jets        | 10                   | 4                    | 0                    | .714                 | 8–0                  | 353                  | 269                  | V2                   |                      |
| Houston Oilers       | 6                    | 6                    | 2                    | .500                 | 5–3                  | 278                  | 279                  | V1                   |                      |
| Boston Patriots      | 4                    | 10                   | 0                    | .286                 | 3–5                  | 266                  | 316                  | S2                   |                      |
| Buffalo Bills        | 4                    | 10                   | 0                    | .286                 | 2–6                  | 230                  | 359                  | S2                   |                      |
| Miami Dolphins       | 3                    | 10                   | 1                    | .231                 | 2–6                  | 233                  | 332                  | S1                   |                      |

Nota: I pareggi non venivano conteggiati ai fini della classifica fino al 1972.